# 平塚漁港

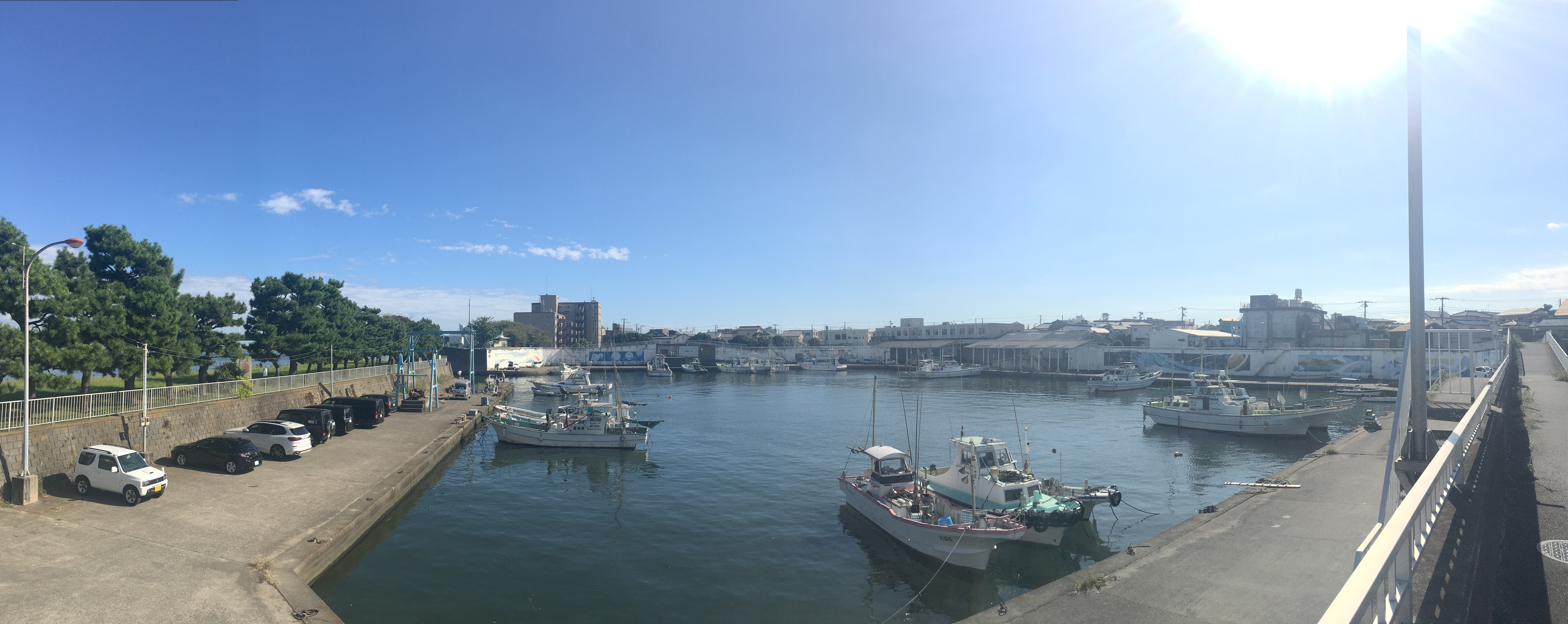
平塚漁港

平塚漁港（ひらつかぎょこう）は、神奈川県平塚市にある第2種漁港である。
元々この地域は須賀村であったことから、須賀港とも呼ばれ、最寄りのバス停の名前も須賀港となっている。

## 概要
- 管理者 - 平塚市長
- 漁業協同組合 - 平塚市漁業協同組合
- 組合員数 - 90名（正組合員 48名 准組合員42名 （2006年（平成18年）1月））
- 漁港番号 - 2120050

## 沿革
- 1952年5月28日 - 第2種漁港に指定
- 2000年7月1日 - 新平塚漁港（平塚新港）が暫定開港
- 2000年7月2日 - 新平塚漁港隣接のフィッシャリーナ施設がオープン
- 2016年4月1日 - 平塚市漁業協同組合が命名権を取得、同組合のPRキャラクターから命名された「ひらつかタマ三郎漁港」の名称となる。契約期間は5年間。

## 主な魚種
- サバ
- イワシ
- シラス
- アジ類
- カマス
- タチウオ
- シイラ

## 主な漁業
- 大型定置網漁業
- シラス船曳き網漁業
- 刺し網漁業
- 釣り（沿岸カツオ一本釣り）

## アクセス方法
- 公共交通機関 JR東海道本線 平塚駅南口下車 須賀港行バス
- 平塚駅から、徒歩30分
- 車では、新湘南バイパス茅ヶ崎海岸インターチェンジから10分
- 駐車場 有 430台(有料)